# Katharine Isabelle
Katharine Isabelle Murray (Vancouver, 2 novembre 1981) è un'attrice canadese.

## Carriera
Figlia di Graeme Murray, direttore artistico vincitore di due Emmy Awards per il suo lavoro nella serie televisiva X-Files, e di Gail Murray, ha cominciato a recitare nel 1988, apparendo nel film Cugini, assieme a Ted Danson e Isabella Rossellini. Negli anni successivi recita spesso anche in TV, e nel 2000 è protagonista, assieme ad Emily Perkins del film Licantropia Evolution, per la regia di John Fawcett. Ha recitato nel 2002 nel remake televisivo di Carrie - Lo sguardo di Satana, nel quale interpretava il ruolo di Tina Blake, e nel film Insomnia di Christopher Nolan, in un ruolo minore. Fa poi parte nel 2003 del cast di Freddy vs. Jason, assieme a Robert Englund e Monica Keena nei panni di Gibb.
Nel 2004 recita nel film Licantropia Apocalypse, sequel di Licantropia Evolution (in un ruolo più marginale rispetto al primo film) e in Licantropia, prequel dei primi due. In entrambi i film, torna ad affiancare la collega Emily Perkins. Nel 2006 recita in Otto giorni per la vita e La vendetta ha i suoi segreti. Nel 2007 appare per due volte come guest star nella serie Supernatural. Nel 2012 è la protagonista del thriller/horror American Mary. Nel 2013 e nel 2014 recita nella versione americana della serie Being Human nel ruolo di Suzanna Waite. Nel 2014 e nel 2015 recita nella serie sviluppata da Bryan Fuller della NBC Hannibal, nel ruolo di Margot Verger.

## Filmografia

### Cinema
- Cugini (Cousins), regia di Joel Schumacher (1989)
- Intrigo mortale (Cold Front), regia di Allan A. Goldstein (1989)
- The Last Winter, regia di Aaron Kim Johnston (1989)
- Legami di famiglia (Immediate Family), regia di Jonathan Kaplan (1989)
- Scacco mortale (Knight Moves), regia di Carl Schenkel (1992)
- Operazione Alce (Salt Water Moose), regia di Stuart Magolin (1996)
- Generazione perfetta (Disturbing Behavior), regia di David Nutter (1998)
- Snow Day, regia di Chris Koch (2000)
- Licantropia Evolution (Ginger Snaps), regia di John Fawcett (2000)
- La casa stregata (Spooky House), regia di William Sachs (2000)
- Shot in the Face, regia di Dave Hansen (2001)
- Josie and the Pussycats, regia di Harry Helfont (2001)
- Bones, regia di Ernest Dickerson (2001)
- Turning Paige, regia di Robert Cuffley (2001)
- Insomnia, regia di Christopher Nolan (2002)
- Freddy vs. Jason, regia di Ronny Yu (2003)
- Angeli caduti (Falling Angels), regia di Scott Smith (2003)
- On the Corner, regia di Nathaniel Geary (2003)
- Licantropia (Ginger Snaps Back: The Beginning), regia di Grant Harvey (2004)
- Licantropia Apocalypse (Ginger Snaps 2: Unleashed), regia di Brett Sullivan (2004)
- Show Me, regia di Cassandra Nicolaou (2004)
- Everything's Gone Green, regia di Paul Fox (2006)
- Another Cinderella Story, regia di Damon Santostefano (2008)
- Frankie & Alice, regia di Geoffrey Sax (2010)
- 30 giorni di buio II (30 Days Of Night: Dark Days), regia di Ben Ketai (2010)
- Vampire, regia di Shunji Iwai (2011)
- Random Acts of Romance, regia di Katrin Bowen (2012)
- American Mary, regia di Jen Soska e Sylvia Soska (2012)
- The Movie Out Here, regia di David Hicks (2012)
- 13 Erie, regia di Lowell Dean (2013)
- Victims, regia di Chris Abell (2013)
- Cinemanovels, regia di Terry Miles (2013)
- Il collezionista di occhi 2 (See No Evil 2), regia di Jen Soska (2014)
- The Girl in the Photographs, regia di Nick Simon (2015)
- Countdown - Conto alla rovescia (Countdown), regia di John Stockwell (2016)
- 7 sconosciuti a El Royale (Bad Times at the El Royale), regia di Drew Goddard (2018)
- Where We Disappear, regia di Simon Fink (2019)
- The Green Sea, regia di Randal Plunkett (2021)

### Televisione
- MacGyver – serie TV, episodio 5x11 (1989)
- Sì, Virginia, Babbo Natale esiste (Yes, Virginia, There Is a Santa Claus), regia di Charles Jarrott – film TV (1991)
- Colomba solitaria (Lonesome Dove: the Series) – serie TV, episodio 1x18 (1995)
- Piccoli brividi (Goosebumps) – serie TV, episodio 1x14 (1996)
- X-Files (The X-Files) – serie TV, episodio 5x09 (1998)
- La crociera della paura (Voyage of Terror), regia di Brian Trenchard-Smith – film TV (1998)
- Night Visions – serie TV, episodio 1x05 (2001)
- Oltre i limiti (The Outer Limits) – serie TV, episodio 7x20 (2002)
- Carrie, regia di David Carson – film TV (2002)
- Smallville – serie TV, episodio 3x04 (2003)
- Stargate SG-1 – serie TV, episodio 9x20 (2006)
- Otto giorni per la vita (Eight Days to Live), regia di Norma Bailey – film TV (2006)
- La vendetta ha i suoi segreti (Engaged to Kill), regia di Matthew Hastings – film TV (2006)
- Supernatural – serie TV, episodi 2x10-2x21 (2007)
- Sanctuary – serie TV, episodio 1x06 (2008)
- Psych – serie TV, episodi 2x15-8x03 (2008-2014)
- Heartland – serie TV, episodio 2x11 (2009)
- The L Word – serie TV, episodio 3x04 (2009)
- Il mistero dei capelli scomparsi (Killer Hair), regia di Jerry Ciccoritti – film TV (2009)
- Sfilata con delitto (Hostile Makeover), regia di Jerry Ciccoritti – film TV (2009)
- The Good Wife – serie TV, episodio 1x01 (2009)
- Robin Hood - Il segreto della foresta di Sherwood (Beyond Sherwood Forest), regia di Peter DeLuise – film TV (2009)
- Endgame – serie TV, 13 episodi (2011)
- Flashpoint – serie TV episodio 5x03 (2012)
- Motive – serie TV, episodio 1x03 (2013)
- Distruzione totale (Eve of Destruction) – miniserie TV, 2 episodi (2013)
- Being Human – serie TV, 10 episodi (2013-2014)
- Cedar Cove – serie TV, episodio 1x01 (2013)
- Hannibal – serie TV, 9 episodi (2014-2015)
- Rookie Blue – serie TV, episodi 6x08-6x09-6x11 (2015)
- Rosewood – serie TV, episodio 2x13 (2017)
- The Arrangement – serie TV, 8 episodi (2017-2018)
- Undercover Angel - Un angelo dal cielo (Undercover Angel), regia di Steven Monroe – film TV (2017)
- Little Dog – serie TV, 15 episodi (2018)
- The Order – serie TV, 19 episodi (2019-2020)
- Carter – serie TV, episodio 2x08 (2019)

## Doppiatrici italiane
Nelle versioni in italiano delle opere in cui ha recitato, Katharine Isabelle è stata doppiata da:
- Perla Liberatori ne La casa stregata, Carrie, Psych, Il collezionista di occhi 2
- Domitilla D'Amico in Night Visions, Insomnia, Licantropia Apocalypse
- Rachele Paolelli in X-Files, Tracker
- Stella Musy in Supernatural, Hannibal
- Emanuela Pacotto in Piccoli brividi
- Myriam Catania ne La crociera della paura
- Eleonora De Angelis in Generazione perfetta
- Federica De Bortoli in Freddy vs. Jason
- Valentina Pollani in Angeli caduti
- Angela Brusa in Smallville
- Ilaria Stagni in Licantropia
- Giovanna Martinuzzi in Licantropia Evolution
- Selvaggia Quattrini in La vendetta ha i suoi segreti
- Jolanda Granato in Another Cinderella Story
- Gea Riva in Robin Hood - Il segreto della foresta di Sherwood
- Valentina Favazza in Endgame
- Emanuela Damasio in Cedar Cove
- Eleonora Reti in The Order